# Saab 99
Saab 99 är en svensk personbil, tillverkad av Saab 1968–1984. Saab 99 presenterades den 22 november 1967 på Teknorama i Stockholm, men kom i produktion först i oktober 1968 som årsmodell 1969, och var under tio år Saabs främsta modell. Ur Saab 99 utvecklades Saab 90 och Saab 900.

## Historia
Utvecklingen av Saab 99 började i april 1965 då Saabs ledning startade projektet Gudmund med målet att få fram en modernare och större Saab-modell. En första del i utvecklingen var "Paddan", en maskerad 99 som såg ut som Saab 96 men som var bredare. En senare provbil maskerades under namnet "daihatsu". Saab planerade även en kombimodell men detta förverkligades aldrig.

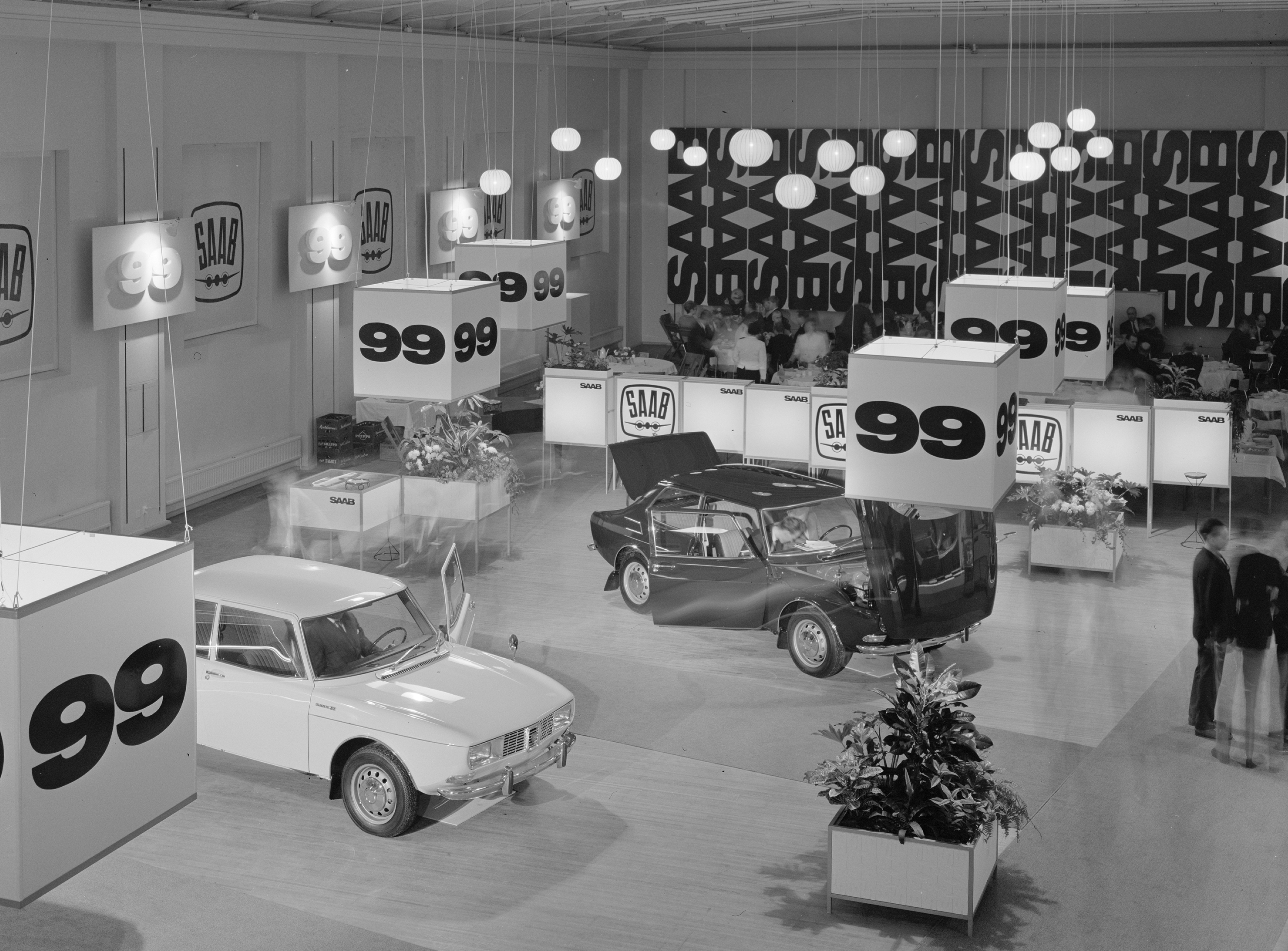
Premiärvisningen av den nya SAAB 99 som ägde rum i Teknoramas hörsal på Tekniska museet den 22 november 1967

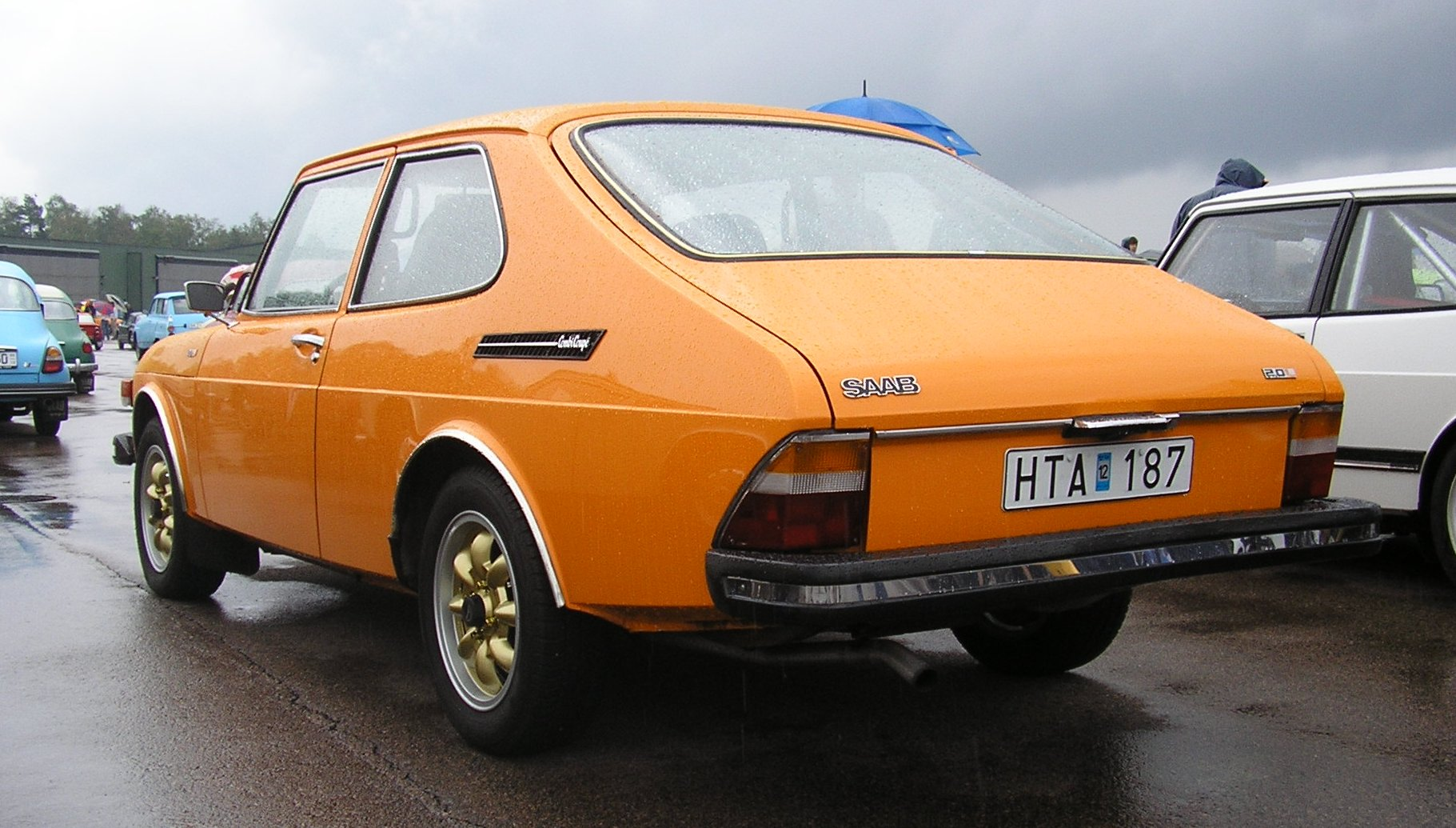
Saab 99 combi coupé

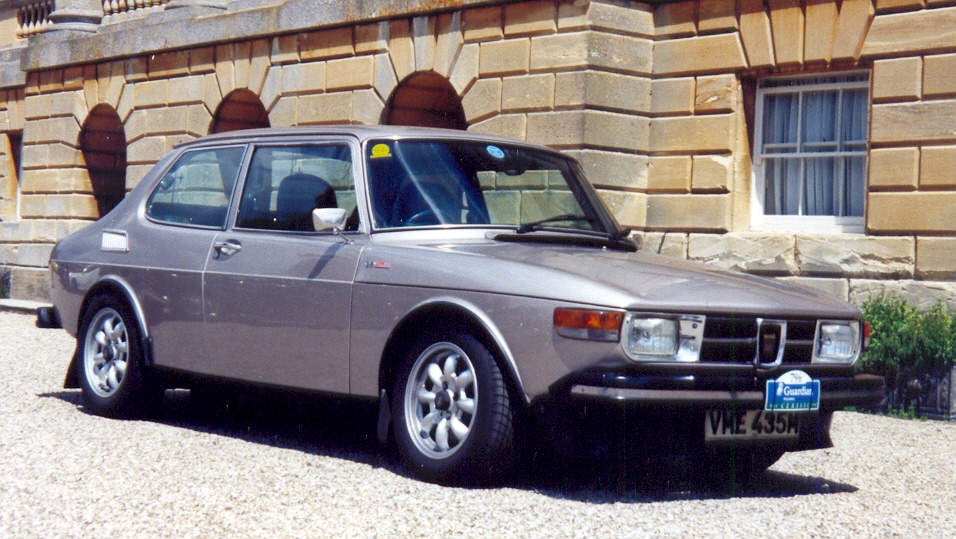
Saab 99 EMS.

Saab 99 ritades av Sixten Sason och linjerna går igenom i samtliga modeller som kommit efter 99:an. Eftersom bilen var större och mer avancerad än de tidigare Saab-modellerna fanns det ingen tidigare modell att bygga vidare på, utan 99:an konstruerades från grunden som en helt ny bil. En annan "nyhet" på denna modell, som nästan även blivit ett signum för Saab, var att startnyckeln var placerad vid handbromsen mellan framstolarna, detta främst för att undvika knäskador vid kollisioner. Det gjorde också att man precis som på Saab 95/96 låste växelspaken i backväxelläget när nyckeln togs ur i stället för att använda rattlås (med skillnaden att 99 hade golvmonterad växelspak och 95/96 rattväxel). Det gjorde tyvärr också att 99 var relativt lätt att stjäla genom att slå hårt på växelspaken för att bryta upp stöldlåset och sedan tjuvkoppla tändningslåset. Till skillnad mot ett uppbrutet rattlås kunde växelspakslåset inte ställa till problem med att köra bilen. Priset med femårsgaranti var satt till 18 000 kronor. Inför 1974 års modell fick sedanmodellen sällskap av en combi coupé.
Tidiga Saab 99:or hade en 1,7-liters motor ifrån Triumph - konstruerad som en "delad" V8 från de större Triumph-bilarna - och drogs med en hel del barnsjukdomar. Motorn blev känd för att antingen gå felfritt under bilens livslängd eller drabbas av problem med topplockspackningen. Då den ena raden pinnskruvar som höll motorblock och topplock var rakt upprättstående och den andra raden lutade var man tvungen att ta bort den senare raden först innan man kunde skruva av topplocket. Då det vanligaste problemet var att topplocket läckte ut kylarvatten kom dessa pinnskruvar att kärva fast varvid det blev ett digert arbete att byta topplockspackning. En lustig teknisk detalj med Triumph-motorn var att samma nock på kamaxeln styrde både insugs- och avgasventilen. Den ena ventilen trycktes ner direkt av kamaxeln, den andra styrdes av en vipparm. Systemet gjorde att båda ventilerna måste ha samma ventiltider, men fungerade annars bra. Samma motor användes för övrigt i den senare Triumph Dolomite. Det brittiska ingenjörsbolaget Ricardo arbetade med Saab under 1960-talet och kopplade samman Saab med Triumph vilket skapade samarbetet som gav Saab 99 Triumphs 1,7-litersmotor.
Motorn var den svaga punkten för Saab 99 under de första åren, och i samband med att Scania tog över ägandet i Saabs personbilstillverkning i början av 70-talet fick man tillgång till mer egna resurser för att utveckla en bättre drivkälla. Den nya motorn var på 2 liters volym och lanserades först med bränsleinsprutning i sportmodellen EMS. Senare kom även en version med förgasare, och under ett par års tid fasades de ursprungliga engelska motorerna ut helt. I samband med det försvann även frihjulet, som var ett arv från tvåtaktstiden och visserligen gjorde körningen smidig, men ledde till ökat slitage på kopplingen när effekten höjdes i motorerna.

### Den "halva V8:an"
En vanlig uppfattning om de första motorerna i Saab 99 var att det var en halv V8 från Triumph Stag. I själva verket kom V8:an i produktion efter den fyrcylindriga, men de konstruerades samtidigt och hade många gemensamma delar. Den ursprungliga planen var att Triumph skulle använda dessa båda motorer i alla sina modeller och de hade från början planerats för 1,5 respektive 3 liters volym. Det blev dock Saab som fick tillgång till motorn först och ändrade vissa delar i konstruktionen för att den skulle passa för bakvänd montering med växellådan under motorn. Det betydde bland annat att vattenpumpen flyttades så att den var åtkomlig uppifrån i stället för att sitta längre ner mot torpedväggen.

### Tillverkning
Tillverkning skedde förutom i Trollhättan även i Saabs fabrik i Nystad i Finland och Saab 99 kom därför att bli en populär bil i Finland, inte minst hos den finländska polisen. Saab 99 tillverkades även i Mechelen i Belgien fram till 1978.
De tidiga motorerna (1,7 l. och 1,85 l.) tillverkades i England av Triumph, medan den svenskkonstruerade B-motorn (2 l.), tillverkades i Södertälje och växellådorna tillverkades i Göteborg i samma fabrik som tidigare även tillverkat Saab tvåtaktsmotorer.
B-motorn ersattes 1981 av den uppdaterade H-motorn som följde med in i Saab 9000 och Saab 9-5 och tillverkades ändå tills 2009. En solid konstruktion som normalt klarar över 40 000 mil.
Saab 99 omarbetades under de sista tillverkningsåren till Saab 90, som tillverkades 1985–1987 och var en skvader i bilsammanhang med front från Saab 99 och akter från sedanmodellen av Saab 900. Saab 90 kompletterade modellprogrammet som i övrigt bestod av 900 och 9000. Det var en billig instegsmodell som endast fanns med förgasarmotor och utan katalysator. Man ville inte vidareutveckla modellen inför kommande avgaskrav varvid produktionen lades ner 1987.

## Tekniska data
Bilen var framhjulsdriven, och motorn var längsplacerad med växellådan framför framhjulen. Denna motorplacering användes även av Renault och Citroën men har sedan många år övergivits bland annat av utrymmesskäl. Trots att motorn satt bakom framhjulen hade bilen mycket vikt på framhjulen. Den "bakvända" monteringen av motorn gjorde att generator m m hamnade längst in mot torpedväggen. Däremot var kopplingen lätt åtkomlig längst fram i motorrummet, så byte av lameller var relativt enkelt.
Motor: (1968–71) rak fyrcylindrig motor med överliggande kamaxel
- Cylindervolym: 1709 cm3
- Borrning x slag: 83,5x78 mm
- Effekt:  80 hk (förgasare), 87 hk (insprutning)

Motor: (1970–74) rak fyrcylindrig motor med överliggande kamaxel
- Cylindervolym: 1854 cm3
- Borrning x slag: 87x78 mm
- Effekt:  86-88 hk (förgasare), 95–97 hk (insprutning)

Motor: (1972–84) rak fyrcylindrig motor med överliggande kamaxel
- Cylindervolym: 1985 cm3
- Borrning x slag: 90x78 mm
- Effekt:  95–100 hk (enkel förgasare), 108 hk (dubbla förgasare), 110–118 hk (insprutning), 145 hk (insprutning och turbo)

Kraftöverföring:
- Längsställd motor fram, framhjulsdrift
- fyrväxlad helsynkroniserad manuell växellåda, golvspak (1968–1984)
- femväxlad helsynkroniserad manuell växellåda, golvspak (1980–1984)
- trestegs automat mot pristillägg (1970–1980)

Mått:
- Längd: 435 cm
- Bredd: 168 cm
- Höjd: 145 cm
- Hjulbas: 247 cm
- Spårvidd fram/bak: 139/140 cm

Årsmodeller:
- 1969: De första bilarna levererades till kund hösten 1968.
- 1970: Säkerhetsbälten bak, klocka och cigarrettändare blev standard. Under våren 1970 introducerades fyradörrarsvarianten samt 99E med elektronisk insprutning av typ D-jetronic från Bosch samt automatlåda.
- 1971: Större 1,85-litersmotor på volymmodellen: den mindre motorn blev kvar på instegsmodellen, förbättrat bromsservo och ventilationssystem, luftintag under grillen, strålkastartorkare; större ytterbackspeglar, ny instrumentbräda.
- 1972: Högre motoreffekt, kraftigare fjädring, nya blinkers/parkeringsljus, nya, stötupptagande stötfångare, nya fälgar, eluppvärmd förarstol. I januari introducerades den sportigare varianten 99 EMS, med den nya, svenskkonstruerade tvålitersmotorn, styvare fjädring, lättmetallfälgar, grill i svart plast, läderratt samt varvräknare. 1972 års EMS såldes bara lackad i kopparmetallic.
- 1973: Volymmodellen kallades nu 99L och hade den svenska tvålitersmotorn, halogenstrålkastare, nya navkapslar samt grill i svart plast. En lågprisvariant som kallas X7 erbjuds på den nordiska marknaden, framtagen för att få ett lägre förmånsvärde i Danmark, där man utgår från den billigaste versionen. X7 har 1,85-litersmotorn, snålt med utrustning, inga kromlister, framstolar och backspeglar från Saab 95/96.
- 1974: Kraftigare stötfångare, bekvämare stolar med integrerade nackskydd, ny ratt, rullbälten, förbättrad värme och defroster och förbättrat rostskydd. EMS fick elegantare inredning med bland annat mittarmstöd bak. I januari introducerades Combi-Coupén. Sista året för X7.
- 1975: Högre motoreffekt, kraftigare bromsar samt ny grill. I februari introducerades tvåförgasarmotorn, först enbart i Combi-Coupén. Insprutarmodellerna fick detta år mekanisk insprutning av typ K-Jetronic från Bosch, som höjde motoreffekten till 118 hk.
- 1976: Volymmodellen kallades nu 99 GL, och hade bredare fälgar och eluppvärmd bakruta. EMS fick styvare fjädring, direktare styrning, lågprofildäck och frontspoiler. Nya svenska avgasreningskrav infördes under modellåret. Under våren introducerades Combi-Coupén i femdörrarsutförande, samt lyxvarianten 99 GLE, med insprutningsmotor, automatlåda, servostyrning, lättmetallfälgar, tonade rutor, elbackspeglar, intervalltorkare, dimljus, elegantare inredning med bland annat mittarmstöd bak samt extra dekorram i guld i grillen.
- 1977: Större blinkers/parkeringsljus med sidobackljus; större baklyktor på sedanen; ny dekor på stötfångarna; ny ratt.
- 1978: Varselljus och ny växelspak. EMS och GLE fanns nu med Combi-Coupé-kaross. Och så den stora nyheten: Turbo, lättmetallfälgar, taklucka, spoiler fram och bak och mer påkostad inredning med bland annat en turbomätare uppe till vänster på instrumentbrädan. 1978-års Turbo såldes enbart som 3d Combi-Coupé, GLE endast 5d combi coupé, sista året för 99GLE.
- 1979: Efter introduktionen av 900:an slopades bland annat Combi-Coupé-karossen och insprutningsmotorn. Turbon såldes nu med tvådörrarskarossen, sista året för EMS.
- 1980: Högre slutväxel, 5-växlad låda lanserades som tillval, nya stötfångare, sidolisterna flyttades ned till trösklarna samt stolar från 900:an. Sista året med turbomotor i 99:an.
- 1981: Modifierad framvagn, ratt från 900:an, bekvämare baksäte och nya rullbälten. 99 GLi fanns endast detta år med insprutningsmotor 118 hk samt elspeglar.
- 1982: Inifrån ställbara backspeglar, nya sidolister och nya fälgar. Dekorramen i grillen från EMS/GLE infördes på standard 99.
- 1983: Den nya H-motorn från 900:an infördes, ny grill, bredare fälgar, dimbakljus, ny golvkonsol, varvräknare med ekonomimarkering på 5-växlade modellen och ny bredare dekorlist på stötfångarna. Endast enkelförgasarmotorn kvar i programmet.
- 1984: Stolsdynorna sänktes för bättre takhöjd. Brytarlöst tändsystem infördes. Till 1985 års modell bytte Saab namnet från Saab 99 till Saab 90 i samband med att den fick bakparti från Saab 900 som ett försök att öka försäljningen.

Totalt tillverkades 588 643 st 99:or.

## Prestanda
- Saab 99E 1,85L (95hk/DIN)

Acceleration 0–100 km/h 14,6 sekunder, Toppfart 161,5 km/h. 
- Saab 99LE Automatic (110hk/DIN)

Acceleration 0–100 km/h 14,0 sekunder. Toppfart 163,6 km/h. 
- 'Saab 99 GL 4D (100hk/DIN)

Acceleration 0–100 km/h 14,1 sekunder. Toppfart 165 km/h..
- Saab 99 GL super 5D (108hk/DIN)

Acceleration 0–100 km/h 13,2 sekunder. Toppfart 170 km/h.
- Saab 99 GLE 4D Aut (118hk/DIN)

Acceleration 0–100 km/h 13,8 sekunder. Toppfart 169 km/h.
- Saab 99 EMS 2D (118hk/DIN)

Acceleration 0–100 km/h 11,6 sekunder, 0–160 km/h 41,0 sekunder. Toppfart 175,6 km/h. 
- Saab 99 Turbo 2D (145hk/DIN)

Acceleration 0–100 km/h 9,2 sekunder, 0–160 km/h 26,2 sekunder. Toppfart 196,7 km/h.

### Tekniska data för Saab 99 EMS
Saab 99 EMS 2D, årsmodell 1975. (Saab 99 GLE 4D, årsmodell 1977)
Motor: fyrcylindrig vätskekyld radmotor med överliggande kamaxel och mekanisk bränsleinsprutning. Femlagrad vevaxel.
Borrning/slag 90/78 mm, volym 1 985 cc.
Kompression 9,25:1.
Effekt 118 hk DIN vid 5 500 rpm.
Max vridmoment 167 nm vid 3 700 rpm.
Kraftöverföring: framhjulsdrift, fyrväxlad låda med golvspak (trestegs automatlåda).
Maxhastighet per växel (6000 rpm) med hjuldiameter på 600 mm.
1:an = 51 km/h. (i.u.)
2:an = 84 km/h.( i.u.)
3:an = 125,4 km/h. (i.u.)
4:an = 174 km/h.
Hastighet vid 1 000 rpm på högsta växeln:
29 km/h. (i.u.)
Fjädring/hjulställ: spiralfjädrar med teleskopdämpare runt om. Fram dubbla tvärlänkar. Bak stel u-formad röraxel.
Styrning: kuggstång, 4,1 rattvarv. Minsta vänddiameter 10,5 m.
Elsystem: 12 V, växelströmsgenerator. Batterikapacitet 60 ah.
Bromsar: skivbromsar servo, diagonal tvåkretsindelning. P-broms mekanisk på framhjulen.
Hjul/däck: fälg 5 tum, däck 165 SR 15 Radial.
Mått/Vikt:
Längd = 4450 mm.
Bredd = 1690 mm.
Höjd = 1440 mm.
Axelavstånd = 2470 mm.
Spårvidd fram = 1400 mm.
Spårvidd bak = 1420 mm.
Tjänstevikt = 1230 kg. (1290 kg.)
Maxlast = 360 kg.
Maxlast på taket = 100 kg.
Bränsletanken rymmer 55 liter.
Bränsleförbrukning: 1,04 l/mil vid 110 km/h i jämn fart. (1,15 l/mil)
Hastighetsmätaren: visade 113 km/h, verklig fart 110 km/h. (112 km/h.)
Bromsprov från 100 km/h: stoppsträcka 52 m. (49 m.)
Prestanda:
Acceleration 0–100 km/h = 11,6 sekunder (13,8 sekunder.)
Acceleration 0–160 km/h = 41,0 sekunder (i.u.)
Toppfart = 175,6 km/h (169 km/h.)
Pris: 37 500 kronor (45 300 kronor).
Källa: Saab Automobil AB samt Auto, motor und Sport nr 8/1979 (GLE = Teknikens Värld nr 22/1976).

### Tekniska data: Saab 99 Turbo 3D 1978
Luftmotstånd: Cw 0,42.
Frontarea 2,07.
Motor: fyrcylindrig längsmonterad radmotor med överliggande kamaxel, 2 ventiler per cylinder. Mekanisk bränsleinsprutning, turbo, kompression 7,5:1.
Borrning/slag 90,0/78,0 mm.
Volym 1,985 cc.
Effekt 145hk/DIN (106 kW) vid 5 000 rpm.
Max vridmoment 236 nm vid 3 000 rpm.
Kraftöverföring: motorn fram samt framhjulsdrift, fyrväxlad låda.
3,89:1 i slutväxel, 32,8 km/h vid 1 000 rpm på fjärde växeln.
Maxhastighet per växel vid 6 000 rpm:
1:an = 58 km/h.
2:an = 95 km/h.
3:an = 142 km/h.
4:an = 196,8 km/h.
Hjul/däck: fälg 5,5 tum, däck 175/70 HR 15. 
Pirelli Cinturato CN 36 SM.
Styrning: kuggstång, 4,1 rattvarv mellan fulla utslag, minsta vänddiameter 10,5 m.
Elsystem: generator 790 w, batteri 60 ah.
Bromsar: skivor fram och bak.
Fjädring och hjulställ: skruvfjädring fram och bak. Fram dubbla triangellänkar, bak stelaxel med fram- och bakåtriktade länkarmar samt ett panhardstag.
Mått:
Längd 4550 mm.
Axelavstånd 2470 mm.
Bredd 1690 mm.
Spårvidd fram 1400 mm.
Spårvidd bak 1420 mm.
Tjänstevikt 1260 kg.
Maxlast 360 kg.
Taklast 100 kg.
Släpvikt 1500 kg.
Tankrymd 55 Liter.
Bränsleförbrukning:
0,96 L/mil i 110 km/h i jämn fart.
Prestanda:
Acceleration 0–100 km/h = 10,3 sekunder.
Acceleration 70–110 km/h = 9,6 sekunder 0–400 m = 17,30 sekunder.
Toppfart 195 km/h vid 5 945 rpm.
Pris: 63 700 kronor (1978-07-15)

## Saab 99 Petro
Saab 99 Petro var en variant av Saab 99 som tillverkades från 1977 vid den finska fabriken i Nystad. Modellen fanns bara med 2-dörrarskaross.
Modellen hade en motor med lägre kompression för att kunna köras på fotogen. Det var motorn från 99 Turbo, men utan turboaggregatet, och gav därför bara 85 hk. Topphastigheten var 150 km/h. Bränsletanken var avdelad,och den större delen som var på 45 liter var avsedd för fotogen. Den andra delen av tanken var avsedd för bensin, som användes vid kallstart av motorn. Bilen hade dubbla tanklock för att kunna fylla på de olika bränslena. Det fanns också några extra strömbrytare på instrumentbrädan för att reglera vilket bränsle som skulle användas.
Anledningen till att denna variant tillverkades var att det i Finland fanns tillgång till billigt lågoktanigt fotogenbränsle som importerades från Sovjetunionen. För bilister med långa körsträckor blev det billigare än att köra med bensin, och de dieselbilar som fanns att köpa på den tiden hade sämre prestanda. Det var också tekniskt möjligt att köra bilen på tallolja, som kunde produceras i Finland, vilket var en tilltalande tanke under 1970-talets oljekriser. Talbot Horizon som tillverkades i samma fabrik fanns också i ett motsvarande utförande. När Saab 99 slutade tillverkas kom det inga fler modeller med fotogendrift. Nya avgasreningskrav och utvecklingen av moderna turbodieselmotorer gjorde att fotogendrift inte längre var konkurrenskraftigt.